# Сила долі
«Сила долі» (італ. La forza del destino) — опера на 4 дії 10 картин італійського композитора Джузеппе Верді  на лібрето Франческо Марії П'яве за драмою «Дон Áльваро, або Сила долі» Анхеля де Сааведри. Написана на замовлення Большого Кам'яного театру Санкт-Петербурга, де вперше поставлена 10 листопада 1862 (єдина опера Верді, написана спеціально для російського театру). Незабаром опера була також поставлена в Римі, Мадриді, Нью-Йорку, Відні, Буенос-Айресі та Лондоні. Після внесення Верді разом з Антоніо Гісланцоні в оперу деяких змін прем'єра нової версії, яку ставлять в наш час, відбулася 27 лютого 1869 року в міланському «Ла Скала».

## Персонажі
- Маркіз Калатрава — бас.
- Леонора, його донька — сопрано.

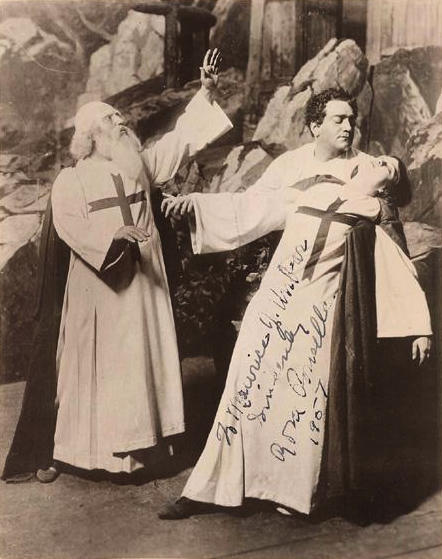
Роза Понсель та Енріко Карузо в «Силі долі»

- Дон Карлос де Варгас, його син — баритон.
- Дон Áльваро, шанувальник Леонори — тенор.
- Курра, служниця Леонори — меццо-сопрано.
- Преціозілла, молода циганка — меццо-сопрано.
- Мер — бас.
- Маестро Трабуко, погонич мулів, пліткар — тенор.
- Падре Ґвардіано, францисканець — бас.
- Фра Мелітон, францисканець — баритон.
- Лікар — бас.
- Селяни, слуги, паломники, солдати, монахи — хор.

## Найбільш відомі фрагменти
- Увертюра[2],
- Me pellegrina ed orfana — арія Леонори (1 дію),
- Padre eterno Signor, pieta di noi — хор з 1 картини 2 дії,
- Madre, Madre, pietosa Vergine — арія Леонори (2 картина 2 дії),
- La vita è inferno all'infelice — арія Альваро (1 картина 3 дії),
- Urna fatale del mio destino — арія Карлоса (2 картина 3 дії)[3],
- Fratello! Riconosci mi? — дует Альваро і Карлоса (1 картина 4 дії)[4],
- Pace, pace, mio Dio! — арія Леонори (2 картина 4 дії)

## Аудіозаписи
- Леонора — Лейла Генчер, Дон Альваро — Джузеппе ді Стефано, Дон Карлос — Альдо Протті, Гуардіано — Чезаре Сьєпі, Преціозілла — Габріелла Картуран, хор і оркестр театру «Ла Скала», диригент — Антоніо вотт, 1957 рік.
- Дон Альваро — Хосе Каррерас, Леонора — Розалін Плоурайт, Дон Карлос — Ренато Брузон, Гуардіано — Паата Бурчуладзе, Мелітон — Хуан Понс, Преціозілла — Агнес Бальтса, Маркіз ді Калатрава — Джон Томлінсон, Лондонський оркестр «Філармонія» диригент — Джузеппе Сінополі, 1987 рік.
- Леонора — Рената Тебальді, Дон Альваро — Маріо дель Монако, Дон Карлос — Етторе Бастіаніні, хор і оркестр Академії «Санта-Чечілія», диригент — Франческо Молінарі-Праделлі.

## Відеозаписи
- 2019 : Леонора — Анна Нетребко, Дон Альваро — Йонас Кауфман, Дон Карлос — Людовик Тезье, Гуардіано — Феруччо Фурланетто, Маркіз ді Калатрава — Роберт Ллойд, хор і оркестр Королівського оперного театру (Лондон), диригент — Антоніо Паппано, режисер — Крістофер Лой.

## Екранізації
- «Сила долі» (1950, Італія). Режисер — Карміне Галон.